# Erlbach (Leutershausen)

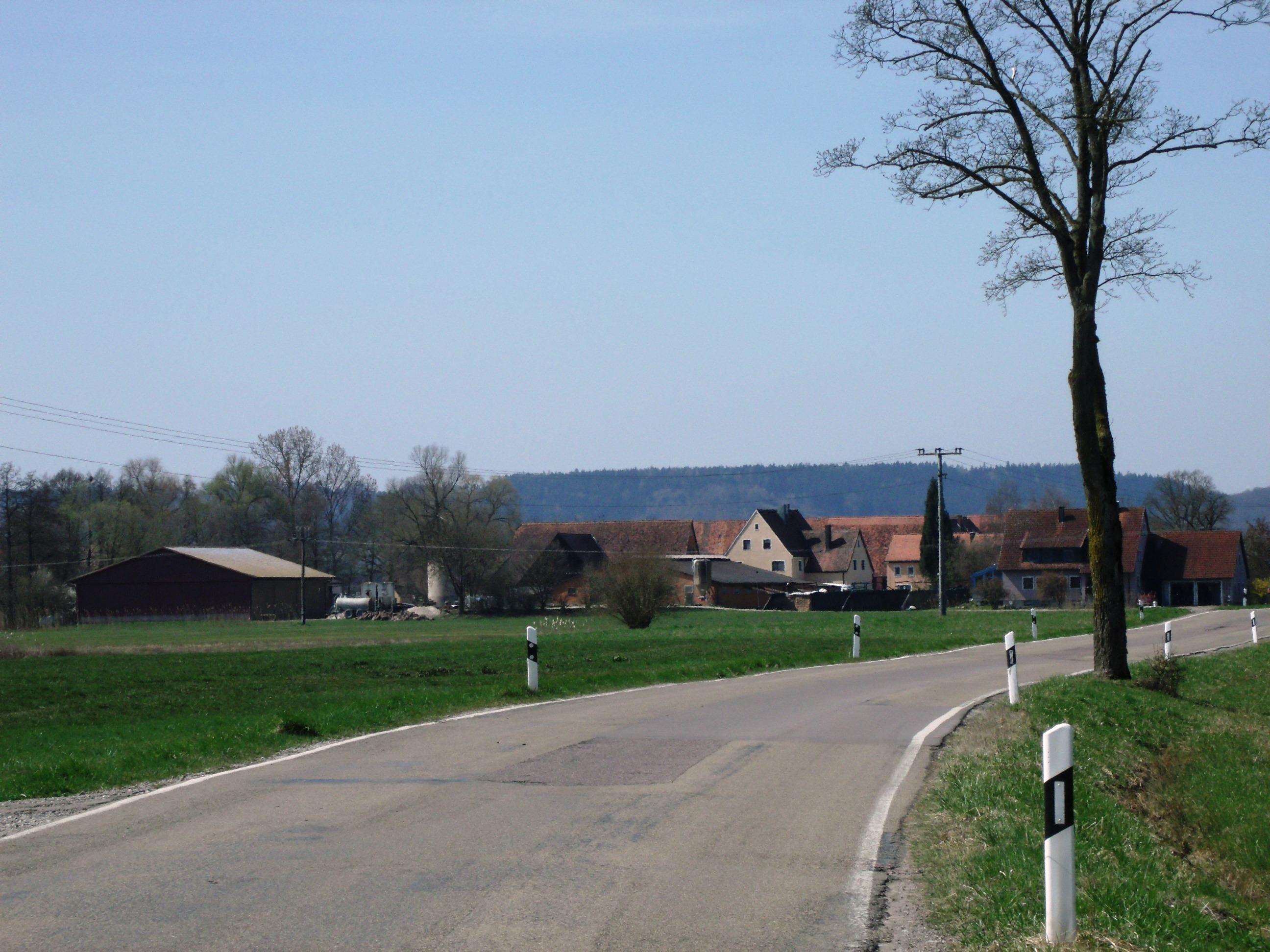
Erlbach

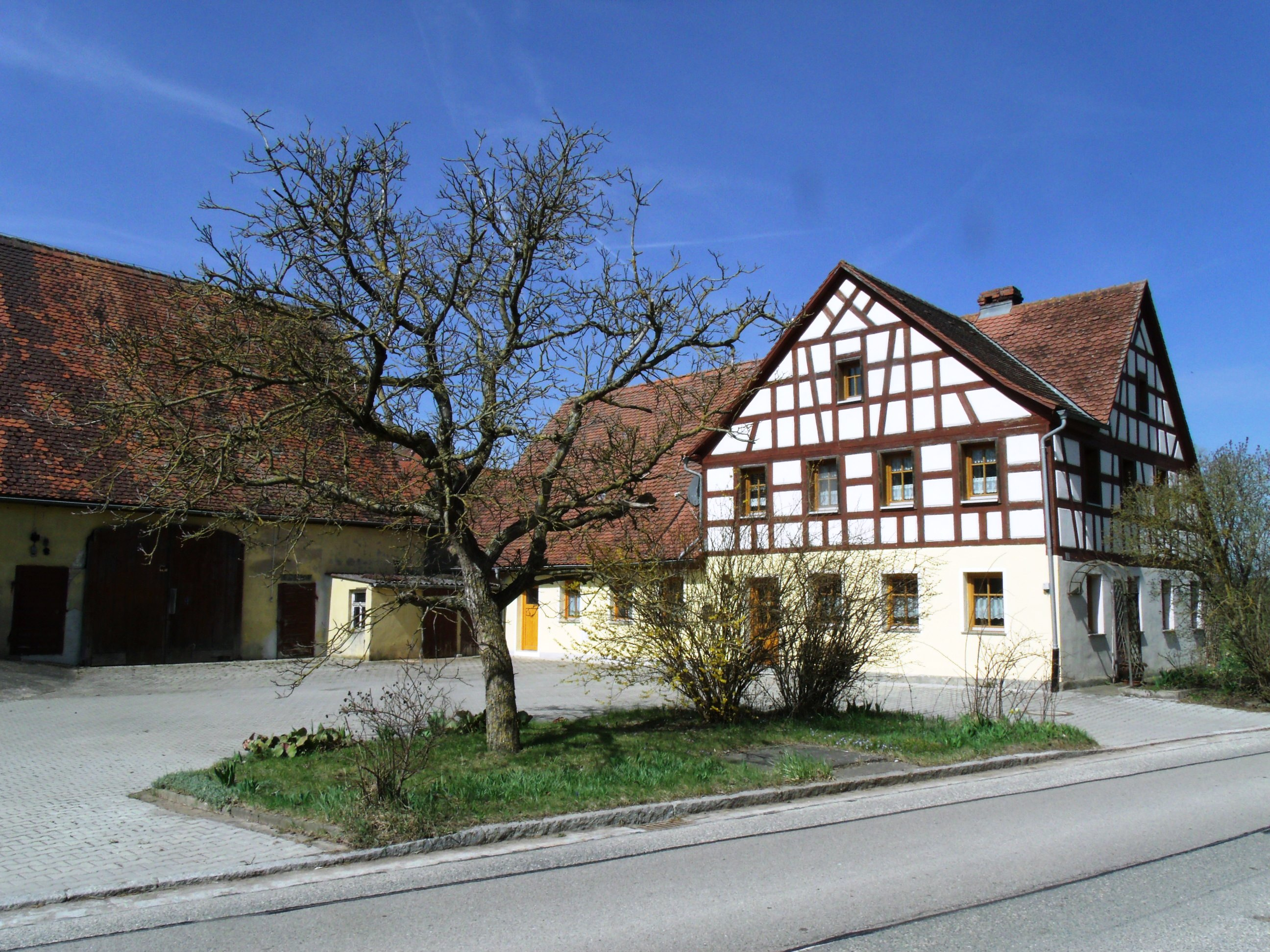
Fachwerkhaus mit Zwerchgiebel (Erlbach Nr. 2)

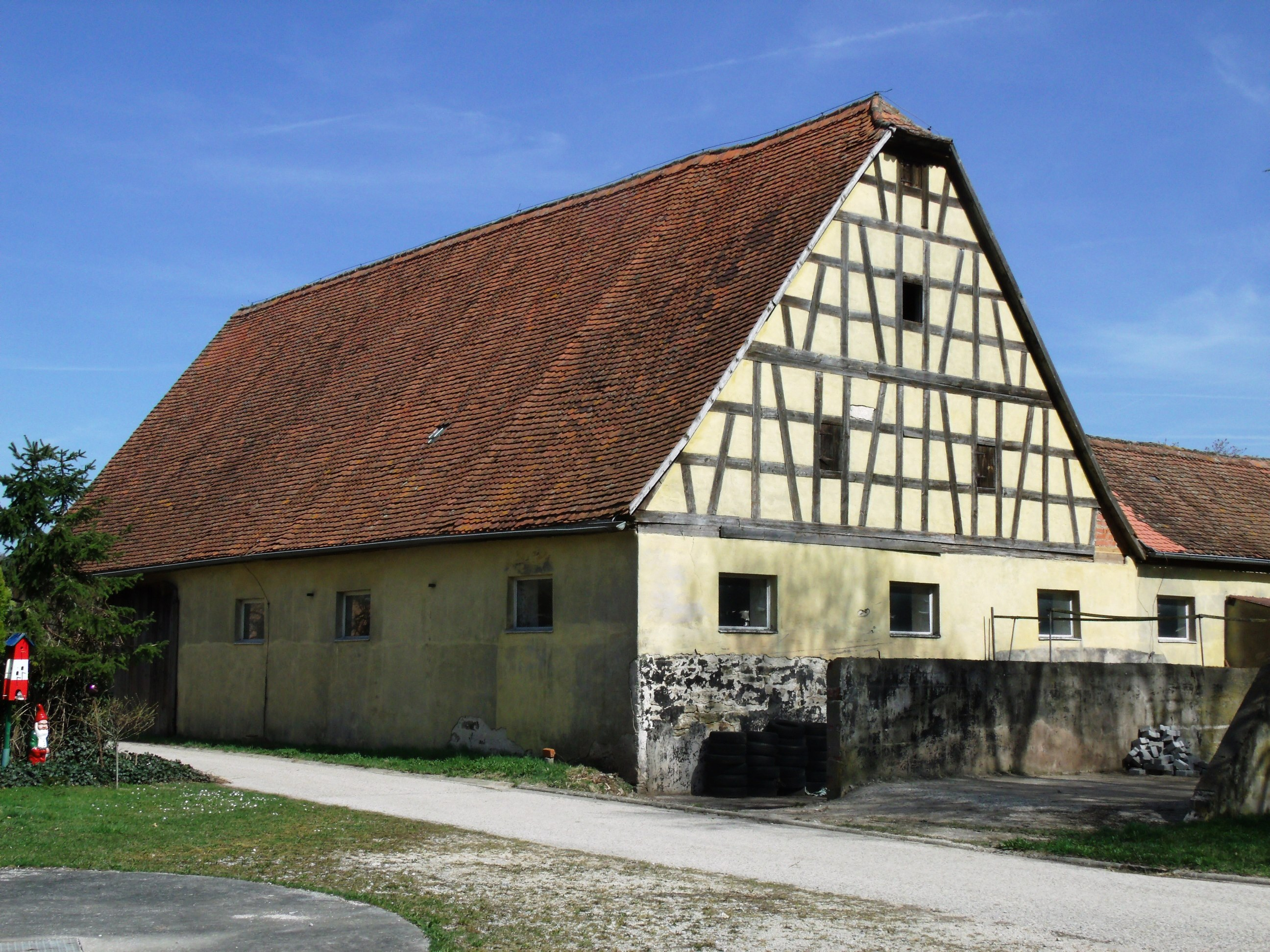
Fachwerkscheune (Erlbach Nr. 2)

Erlbach (fränkisch: Erlba) ist ein Gemeindeteil der Stadt Leutershausen im Landkreis Ansbach (Mittelfranken, Bayern). Die Gemarkung Erlbach hat eine Fläche von 9,892 km². Sie ist in 754 Flurstücke aufgeteilt, die eine durchschnittliche Fläche von 13.118,98 m² haben. In ihr liegen neben dem namensgebenden Ort die Gemeindeteile Hundshof, Sachsen, Steinbächlein und Waizendorf.

## Geografie
Durch das Dorf fließt der Erlbacher Mühlbach, ein rechter Zufluss der Altmühl. 0,75 km südöstlich erhebt sich der Büchelberg (492 m ü. NHN), 0,5 km nordwestlich liegt das Birkenfeld und 1 km südlich In der Aub. Die Kreisstraße AN 4 führt an Erlach vorbei nach Brunst (3,5 km südwestlich) bzw. nach Sachsen zur Kreisstraße AN 3 (2,2 km nordöstlich). Gemeindeverbindungsstraßen führen nach Büchelberg (1,5 km südöstlich) und Waizendorf (1,3 km nordwestlich).

## Geschichte
Der Ort wurde 1319 als „Erlbach“ erstmals urkundlich erwähnt. Der ursprüngliche Gewässername bezeichnet einen von Erlen gesäumten Bach. Im 14. Jahrhundert besaßen die Burggrafen von Nürnberg vier ganze und sieben halbe Lehen, ein großes Gut sowie zwei Sölden. Der Maier in Erlbach gehörte vermutlich dem Frauenkloster Sulz (ein Bauer auf zwei Gütern in Erlbach ist im Klostergültbuch von 1478 erwähnt) und musste nur den Zehnten an den Burggrafen geben; Recht geben und nehmen musste er zu Sulz. Im 15. Jahrhundert kämpften die Bauern von Erlbach wie diejenigen der umliegenden Dörfer vor Gericht um Weiderechte in der Brünst. 1575 erwarb Endres Fuchs von Bimbach, der auf dem Seckendorff’schen Schloss Rauenbuch saß, fünfeinhalb Tagewerk Wiesen in Erlbach; 1594 ging dieser Besitz mit dem Verkauf des Rittergutes Rauenbuch an den Ansbacher Markgrafen Georg Friedrich über. Im 16-Punkte-Bericht von 1608 des brandenburg-ansbachischen Amtes Leutershausen wurden 20 Mannschaften in Erlbach verzeichnet, davon 14 brandenburgisch und sechs edelmännisch; zwölf zinsten den Ämtern Leutershausen und Colmberg (ein weiteres brandenburg-ansbachisches Häuschen lag öde), fünf dem Crailsheim’schen Rittergut Thann, ein Untertan dem Eyb’schen Rittergut Wiedersbach. In einem Verzeichnis, das im Dreißigjährigen Krieg 1641 angefertigt wurde, heißt es, dass vier Höfe abgebrannt seien und drei öde lägen. Im 16-Punkte-Bericht von 1681 bestand Erlbach aus 19 Mannschaften, von denen weiterhin sechs edelmännischer Besitz waren. Die Gemeinde besaß ein Hirtenhaus und die Schmiede. Die Gemeindeherrschaft und die Fraisch lagen beim Stadtvogteiamt Leutershausen. In den Vetterschen Oberamtsbeschreibungen von 1732 werden als Grundherren aufgeführt: brandenburg-ansbachisches Klosteramt Sulz (1 Hof), brandenburg-ansbachisches Stadtvogteiamt Leutershausen (11 Höfe), brandenburg-ansbachisches „Canzley“-Mannlehen (1 Gütlein), Rittergut Wiedersbach (1 Hof), Rittergut Crailsheim (2 Höfe und 3 Gütlein) sowie ein gemeindliches Hirtenhaus. Acht dieser Anwesen waren öde.
Gegen Ende des Alten Reiches gab es in Erlbach 13 Anwesen. Grundherren waren das brandenburg-ansbachische Kastenamt Colmberg (Sechs Höfe, vier Halbhöfe, ein Söldengut), das brandenburg-ansbachische Klosterverwalteramt Sulz (ein Halbhof) und das Rittergut Wiedersbach (ein Dreiviertelhof). Das Hirtenhaus und die Brechhütte für die Flachsbearbeitung waren Gemeindebesitz. Von 1797 bis 1808 unterstand der Ort dem Justizamt Leutershausen und Kammeramt Colmberg.
Im Jahre 1806 kam Erlbach an das Königreich Bayern. Im Rahmen des Gemeindeedikts wurde Erlbach im Jahr 1808 dem Steuerdistrikt Jochsberg zugewiesen. 1810 entstand die Ruralgemeinde Erlbach, zu der Hundshof, Sachsen, Steinbächlein und Waizendorf gehörten. Sie war in Verwaltung und Gerichtsbarkeit dem Landgericht Leutershausen zugeordnet und in der Finanzverwaltung dem Rentamt Colmberg. Der Eyb’sche Grundholde (Erlbach Nr. 10) gehörte 1820 bis 1839 zum Patrimonialgericht I. Klasse der Familie von Eyb zu Wiedersbach und Rammersdorf.
Ab 1862 gehörte Erlbach zum Bezirksamt Ansbach (1939 in Landkreis Ansbach umbenannt). Die Gerichtsbarkeit blieb beim Landgericht Leutershausen, seit 1880 ist das Amtsgericht Ansbach zuständig. Die Finanzverwaltung ging 1880 an das Rentamt Ansbach über (1919 in Finanzamt Ansbach umbenannt). Die Gemeinde hatte 1964 eine Gebietsfläche von 9,817 km².
Im Zuge der Gebietsreform in Bayern wurde die Gemeinde zum 1. Januar 1972 in die Stadt Leutershausen eingemeindet.

### Baudenkmäler
- Als Baudenkmal gilt das Anwesen Erlbach Nr. 2, das aus dem 18./19. Jahrhundert stammt, ein Dreiseithof von einem eingeschossigen Wohnstallhaus, einem zweigeschossigen Zwerchhaus mit Fachwerk, einer Scheune mit Fachwerkgiebel und einem Kleintierstall.[24][25]
- Steinkreuz aus Sandstein auf dem Riedenberg am Höschenbuschweg[24]

### Bodendenkmäler
In der Gemarkung Erlbach gibt es drei Bodendenkmäler.

### Einwohnerentwicklung
Gemeinde Erlbach
| Jahr      | 1818   | 1840   | 1852   | 1855   | 1861   | 1867   | 1871   | 1875   | 1880   | 1885   | 1890   | 1895   | 1900   | 1905   | 1910   | 1919   | 1925   | 1933   | 1939   | 1946   | 1950   | 1952   | 1961   | 1970   |
| Einwohner | 292    | 310    | 318    | 318    | 337    | 349    | 338    | 337    | 310    | 316    | 307    | 315    | 296    | 306    | 327    | 320    | 319    | 302    | 270    | 391    | 404    | 368    | 255    | 272    |
| Häuser    | 67     | 60     |        |        |        |        | 56     |        |        | 59     | 58     |        | 59     |        |        |        | 56     |        |        |        | 55     |        | 58     |        |
| Quelle    | [ 27 ] | [ 28 ] | [ 29 ] | [ 29 ] | [ 30 ] | [ 31 ] | [ 32 ] | [ 33 ] | [ 34 ] | [ 35 ] | [ 36 ] | [ 29 ] | [ 37 ] | [ 29 ] | [ 38 ] | [ 29 ] | [ 39 ] | [ 29 ] | [ 29 ] | [ 29 ] | [ 40 ] | [ 29 ] | [ 20 ] | [ 41 ] |

Ort Erlbach
| Jahr      | 001818 | 001840 | 001861 | 001871 | 001885 | 001900 | 001925 | 001950 | 001961 | 001970 | 001987 |
| Einwohner | 90     | 87     | *99    | 96     | 94     | 94     | 93     | 101    | 65     | 78     | 62     |
| Häuser    | 19     | 15     |        |        | 14     | 14     | 14     | 13     | 13     |        | 16     |
| Quelle    | [ 27 ] | [ 28 ] | [ 30 ] | [ 32 ] | [ 35 ] | [ 37 ] | [ 39 ] | [ 40 ] | [ 20 ] | [ 41 ] | [ 1 ]  |

### Bürgermeister
| Name                    | Herkunft      | Amtszeit  |
| ----------------------- | ------------- | --------- |
| Johann Leonhard Stadler | Steinbächlein | 1846–1865 |
| Christian Stadler       | Erlbach       | 1865–1877 |
| Peter Keitel            | Sachsen       | 1877–1906 |
| Paul Beck               | Sachsen       | 1906–1920 |
| Georg Weiß              | Sachsen       | 1920–1945 |
| Leonhard Schlötterer    | Sachsen       | 1945–1952 |
| Ludwig Demmert          | Sachsen       | 1952–1960 |
| Fritz Leidenberger      | Sachsen       | 1960–1972 |

## Religion
Der Ort ist seit der Reformation evangelisch-lutherisch geprägt und bis heute nach St. Peter (Leutershausen) gepfarrt. Die Einwohner römisch-katholischer Konfession sind nach Kreuzerhöhung (Schillingsfürst) gepfarrt.

## Landwirtschaft
Erlbach gehörte gemäß einer Auflistung von 1830 zu einem „die Brünst“ oder „die Brunst“ genannten, seit dem Mittelalter stellenweise gerodeten umfangreichen Waldgebiet zwischen Leutershausen und Kloster Sulz mit dem Hauptort Brunst. Die Brünst war für ihre gute Rinderviehzucht bekannt; ihre 22 Dörfer galten als reich.